# National Film Board of Canada
La National Film Board of Canada, o semplificato National Film Board, NFB, (francese: Office national du film du Canada (ONF)) è una compagnia pubblica di produzione e distribuzione cinematografica canadese. Di proprietà del governo del Canada, la NFB produce e distribuisce documentari, opere d'animazione, drammi alternativi e media digitali. È composta da due organismi interni: uno per le produzioni anglofone e uno per quelle francofone. Ha all'attivo oltre tredicimila produzioni, e più di cinquemila riconoscimenti ottenuti; riferisce delle proprie attività al parlamento del Canada attraverso il ministro del Patrimonio Canadese.
Nel gennaio 2009, la NFB ha lanciato in rete la "Screening Room", offrendo a navigatori canadesi e internazionali la possibilità di vedere liberamente in streaming centinaia di film NFB, usufruibili anche in linkaggio a blog e portali sociali. Nell'ottobre dello stesso anno, la compagnia ha lanciato un'applicazione per iPhone, che nei primi 4 mesi d'uscita è stata scaricata 170 000 volte, portando a più di 500 000 visualizzazioni di film. Nel gennaio 2010, ha inserito anche dei film in tridimensionale e ad alta definizione nella propria biblioteca usufruibile in rete di oltre 1400 film.